# Sonet 9 (William Szekspir)

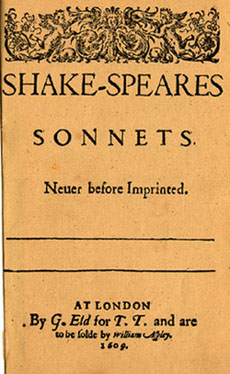
Strona tytułowa pierwszego wydania sonetów Shakespeare’a

Sonet 9 (Czy w owdowiałych oczach łez się trwożysz) – jeden sonet z cyklu sonetów autorstwa Williama Shakespeare’a.

## Treść
Sonet ten, zwracający się do tajemniczego młodzieńca, stanowi odparcie argumentu przeciwko posiadaniu żony i potomstwa, mówiącego, że w ten sposób może doprowadzić do owdowienia swojej wybranki. Szekspir odpowiada na to stwierdzając, że w przypadku jego bezpotomnej śmierci owdowieje cały świat, który straci tak piękną postać.
Zakończenie utworu stanowi przestrogę przed hańbą:
Nie kocha innych serce, które może
Zgładzić się samo w haniebnym uporze. 